# Johann Bonemilch von Lasphe
Johann Bonemilch von Lasphe, født i Laasphe i Westfalen og død 17. oktober 1510 i Erfurt var en tysk teolog, universitetsrektor og hjælpebiskop i tiden før den protestantiske reformation i Tyskland. 
I 1469 blev han immatrikuleret ved universitetet i Erfurt, 1479 var han blevet dekan, 1482 professor og 1487 dr.theol. Han betragtedes som en stor kapacitet for universitetet og var dets rektor i flere omgange: 1485, 1495 og 1503.
Det var Johann Bonemilch der i 1507 præsteviede den unge Martin Luther i domkirken i Erfurt.
Bonemilch von Lasphe blev bisat i domkirken, hvor hans grav endnu befinder sig.